# Гіршман Михайло Мойсейович
Михайло Мойсейович Гіршман (20 жовтня 1937, Біра, СРСР — 17 травня 2015, Донецьк, Україна) — український літературознавець, професор кафедри теорії літератури Донецького національного університету, один із засновників Донецької філологічної школи.
Автор робіт, присвячених дослідженню літературного стилю, цілісності літературного твору, ритму художньої прози.

## Біографічні відомості
Народився 20 жовтня 1937 року в поселенні Біра Хабаровського краю. У 1959 р. закінчив історико-філологічний факультет Казанського університету. Працював вчителем школи-інтернату № 3 селища Залісний Татарської АРСР. З 1966 р. — робота на кафедрі теорії літератури та художньої культури Донецького державного університету: з 1989 р. — професор, у 1990–2005 рр. — завідувач кафедри. У 2001 р. — присвоєно звання Заслуженого професора Донецького національного університету.
Кандидатську дисертацію на тему «Основні тенденції ритміко-інтонаційного розвитку російського вірша» захистив у 1965 р.; докторську дисертацію на тему «Ритм художньої прози і цілісність прозового літературного твору» — у 1978. Під керівництвом професора Гіршмана М. М. захищено 36 кандидатських та 3 докторські дисертації.

## Тематика досліджень
Михайло Мойсейович Гіршман — автор 3 монографій, численних посібників та більше 200 публікацій у періодичних наукових виданнях. Численні статті вченого пов'язані з розумінням літератури як форми комунікації. З цієї позиції літературознавець аналізує творчість Пушкіна як єдине ціле, розглядає творчий діалог Ф.Тютчева та Володимира Соловйова, концепцію Бахтіна і поняття «літературний твір».
Спектр наукових інтересів вченого широкий: від вивчення ритму вірша і прози як необхідної умови побудови цілісності до філософського осмислення твору як діалогу і події (у значенні, яке вкладав у це поняття М.Бахтін).
Здійснив вагомий внесок у вивчення природи літературного твору, розробив теорію художньої цілісності. Обґрунтував оригінальну концепцію ритміки художньої прози у зіставленні з ритмікою вірша, згідно з якою у прозі, як і в поезії, неминуче діють ритмічні закономірності, проте складніші та більш варіативні. Керує комплексною темою НДР з вивчення проблем художньої цілісності.
Михайло Мойсейович Гіршман — член Міжнародної Академії наук педагогічної освіти. Був відповідальним редактором збірників наукових робот і матеріалів міжнародних конференцій. З 1999 року — відповідальний редактор «Літературознавчого збірника» [Архівовано 15 травня 2010 у Wayback Machine.], внесеного до Переліку наукових фахових видань України № 4 (Бюл. ВАК України № 2, 2000). Учасник та організатор численних конференції у сфері літературознавства, культурології, естетики, іудаїстики.

## Праці
1. Анализ поэтических произведений А. С. Пушкина, М. Ю. Лермонтова,Ф. И. Тютчева: Учеб. пособие для пед. ин-тов по спец. № 2101: #«Рус. яз. и лит.» — М: Высш. шк., 1981. — 111 с. (Текст: Анализ поэтических произведений А. С. Пушкина, М. Ю. Лермонтова, Ф. И. Тютчева (фрагменты)). [Архівовано 6 вересня 2012 у Wayback Machine.]
2. Архитектоника бытия-общения — ритмическая композиция стихотворного текста — невозможное, но несомненное совершенство поэзии // Анализ одного стихотворения. «О чем ты воешь, ветр ночной?..» Тверь, 2001. (Текст: Архитектоника бытия-общения — ритмическая композиция стихотворного текста — невозможное, но несомненное совершенство поэзии. [Архівовано 5 вересня 2012 у Wayback Machine.])
3. Еврейская и христианская интерпретации Библии в поздней античности. М., 2002.
4. Литературное произведение. Теория и практика анализа: Учеб. Пособие для вузов. — М.: Высш. шк., 1991. — 160 с.
5. Литературное произведение: Теория художественной целостности / Донецкий нац. ун-т. — М.: Языки славянской культуры, 2002. — 528 с.
6. О ритмической композиции стихотворения С. Гандлевского «Всё громко тикает. Под спичечные марши…» // Третье литературоведение. Материалы филолого-методологического семинара (2007–2008) / Под ред. Б. В. Орехова и С. С. Шаулова. — Уфа: Вагант, 2009. — С. 138–145 (Текст: О ритмической композиции стихотворения С. Гандлевского «Всё громко тикает. Под спичечные марши…» [Архівовано 28 листопада 2012 у WebCite]).
7. Очерки философии и филологии диалога. — Донецк, ДонНУ. 2007. — 70 с.
8. Проблемы целостного анализа художественной прозы (Ритмическая организация прозаического художественного целого): Учеб. пособие. — Донецк, 1973. — 45 с.
9. Ритм художественной прозы: Монография. — М.: Сов. писатель, 1982. — 367 с.
10. Целостный анализ художественных произведений: Пособие по спецкурсу / М. М. Гиршман, Р. Т. Громяк. — Донецк, 1970. — 117 с. (Друге доповнене видання — 2007 р.).